# ژورداو
ژورداو (به پرتغالی: Jordão, Acre) یکی از شهرستان های برزیل است که در اکری واقع شده‌است.

## خصوصیات
ژورداو ۵٬۴۲۹ کیلومترمربع مساحت و ۶٬۰۵۹ نفر جمعیت دارد.